# Dirk De Witte
Desideratus Johannes Maria (Dirk of Didier) De Witte (Sint-Amands, 15 maart 1934 – Kessel-Lo, 27 december 1970) was een Vlaams prozaschrijver.

## Levensloop
De Witte doorliep de Grieks-Latijnse humaniora in het Sint-Jozefscollege in Aalst. Hij studeerde Germaanse talen aan de Rijksuniversiteit Gent en behaalde in 1957 zijn licentiaatsdiploma met een eindverhandeling over de Duitse schrijver Joachim Ringelnatz (1883-1934). De Witte had groot ontzag voor zijn voornaamste professor, Herman Uyttersprot. In 1956 trouwde hij met Anneke Hoegaerts. Het huwelijk bleef kinderloos.
Hij begon in 1957-58 als leraar Nederlands aan het Sint-Barbaracollege in Gent. Vervolgens was hij leraar aan de Koninklijke Athenea van Leuven, Diest en Aarschot en gaf in 1964-65 ook les aan de meisjesschool Pius X in Tessenderlo.
Hij werd medewerker aan literaire tijdschriften, zoals De Nieuwe, Spectator, Kultuurleven en De Vlaamse Gids, maar vooral Nieuw Vlaams Tijdschrift. Onder invloed van het existentialisme schreef hij verhalen over de absurditeit en de leegheid van het leven.
In 1964 debuteerde De Witte bij uitgeverij Manteau met de verhalenbundel Het glazen huis geluk. Een jaar later verscheen zijn roman, De vlucht naar Mytilene. In 1968 volgde het boek De Sport in de literatuur, essay in samenwerking met Edmond Van den Eynde. Zijn tweede verhalenbundel verscheen in 1969 en is tevens zijn laatst afzonderlijk verschenen werk.
In 1975 verscheen Hoe heette de hoedenmaker?, het romandebuut van de Vlaamse schrijfster Loekie Zvonik, waarin ze schrijft over haar relatie met Dirk de Witte in de maanden voor zijn zelfgekozen dood.
De verwijzingen naar zelfmoord zijn in zijn werk legio. Hij pleegde op 36-jarige leeftijd daadwerkelijk zelfmoord.
In zijn essayistische werk ging De Witte in op enkele thema's die in zijn tijd de belangstelling wekten (films van Pasolini, apartheid, literair engagement) en schrok er niet voor terug om kritiek uit te oefenen op het werk van enkele 'literaire pausen' (zoals Kees Fens, Harry Mulisch, Herman Teirlinck en Hugo Claus).

## Gerucht over plagiaat door Jeroen Brouwers
In 2001 werd een artikel in de Vlaamse krant De Standaard gewijd aan grote overeenkomsten tussen de roman Joris Ockeloen en het wachten van Jeroen Brouwers en Dirk de Wittes ongepubliceerde roman Dichotomie van een geboorte. Het eruit voortvloeiende vermoeden van plagiaat bleek onjuist.

## Werk
- Het glazen huis geluk, verhalen, Manteau, 1964
- De vlucht naar Mytilene, roman, Manteau, 1965
- Stoorder - Ongestoorde, in: Zeven over Karel Jonckheere, 1967
- Kees Fens, een geval van bijvoorbeeld uremie, in: Nieuw Vlaams Tijdschrift, 1967 (een zware charge tegen de 'omgekeerde criticus')
- De Sport in de literatuur, essay in samenwerking met Edmond Van den Eynde, Manteau, 1968
- De formule van Lorentz, verhalen, Manteau, 1969
- Een omelet bakken op een puinhoop in: Nieuw Vlaams Tijdschrift 1970 (een kritische studie over werk van Weverbergh)
- Harry Mulisch is gek, in: De Vlaamse Gids, januari 1971
- Een bosje rinkelende autosleutels, in: Elseviers' literair supplement, 10 juli 1971 (een soort literair testament)
- De vrucht van een verbeelding, Nieuw Vlaams Tijdschrift, 1971 (over fouten en onwaarschijnlijkheden bij Teirlinck)
- Het land der blinden, in: Nieuw Vlaams Tijdschrift, 1971 (over slordigheden in het werk van Hugo Claus).